# 查埔嶼
23°33′29″N 119°43′27″E / 23.558064023117364°N 119.72417297059627°E
查埔嶼（亦記作查坡嶼），為台灣澎湖縣湖西鄉的一個無人島嶼，面積約0.0131平方公里。島嶼位置在龍門村正東方，即澎湖本島東南端裡正角正東方3公里的海域，最高處約高19公尺。「查埔」在臺灣話中意為「男性」，因該島西側突出的海蝕柱，及為了對應南邊的查母嶼而得名。